# Zoe Stevenson
Zoe Stevenson (* 19. Juni 1991 in Tauranga) ist eine ehemalige neuseeländische Ruderin. Sie gewann 2014 den Weltmeistertitel im Doppelzweier.
Zoe Stevenson begann 2007 mit dem Rudersport. Bei den Junioren-Weltmeisterschaften 2009 und den U23-Weltmeisterschaften 2010 belegte sie jeweils mit dem Achter den zweiten Platz. Bei den Ruder-Weltmeisterschaften 2010 ohne Altersbeschränkung belegte sie mit dem Vierer ohne Steuerfrau den vierten Platz. 2011 gewann sie mit dem Achter erneut Silber bei den U23-Weltmeisterschaften. 
2012 trat sie im Weltcup je einmal mit dem Doppelvierer und mit dem Doppelzweier an und belegte jeweils den vierten Platz. 2013 bildete Zoe Stevenson zusammen mit Fiona Bourke einen Doppelzweier, das Boot siegte bei der Weltcupregatta in Sydney. Beim dritten Weltcup in Luzern belegten die beiden den zweiten Platz hinter dem litauischen Doppelzweier, dieses Ergebnis wiederholte sich bei den Ruder-Weltmeisterschaften 2013. 2014 gewannen Stevenson und Bourke dann den Weltmeistertitel. 2015 ruderte Stevenson gemeinsam mit ihrer neuen Partnerin Eve Macfarlane zu zwei Siegen im Weltcup, die beiden Neuseeländerinnen gewannen auch den Titel bei den Weltmeisterschaften vor dem griechischen und dem deutschen Boot. Bei den Olympischen Spielen 2016 belegten Stevenson und Macfarlane den zwölften Platz.
Zoe Stevenson ist die Tochter von Andrew Stevenson, der ebenfalls zweimal Weltmeister im Rudern war.